# Chamber
Chamber is een Duitse muziekgroep, gebaseerd op het principe van een kamerorkest. Met akoestische instrumenten spelen ze gothic en new wave muziek. De groep werd opgericht in 1998 door Marcus Testory. Ze speelt een voortrekkersrol op het gebied van klassieke vertolking van gothic muziek.
Naast veel eigen werk staan er covers van Depeche Mode, Bauhaus en Joy Division, maar ook muziek van Rammstein op de setlist.
Ze staan regelmatig op festivals als, Wave-Gotik-Treffen, Mera Luna en Summer Darkness.
De eigenlijke naam is L' orchestre de chambre noir, maar deze wordt om commerciële redenen meestal ingekort tot Chamber.

## Bezetting
- Marcus Testory: Zang, Gitaar
- Ralf Huebner: Concertmaster, Co-Autor, 1e Viool
- Olga Huebner: Viool
- Liudmila Firagina: Cello
- B. Deutung: Cello
- Holger Duechting: Co-Autor, Gitaar, Banjo, Mandoline
- Tim Warweg: Slagwerk, Percussie, Vibraphone
- Matthias Debus: Contrabas
- Andreas Krausz: Piano
- Sabina Bogus: Viool
- Ralph Mueller: Gitaar

Sommige leden spelen ook bij andere bands en orkesten zoals het Nieuw Philharmonisch Orkest van Frankfurt, Deine Lakaien, ASP

## Discografie

### Albums
| Album met eventuele hitnotering(en) in de Nederlandse Album Top 100 | Datum van verschijnen | Datum van binnenkomst | Hoogste positie | Aantal weken | Opmerkingen |
| ------------------------------------------------------------------- | --------------------- | --------------------- | --------------- | ------------ | ----------- |
| Miles Away - A Premonition Of Solitude                              | 05-2004               | -                     |                 |              |             |
| The Stolen Child                                                    | 10-2004               | -                     |                 |              |             |
| Solitude                                                            | 10-2004               | -                     |                 |              |             |
| Silence" Chamber Stripped Down Vol.I                                | 09-2005               | -                     |                 |              |             |
| Ghost Stories and Fairy-Tales                                       | 09-2005               | -                     |                 |              |             |
| Epilogue" Chamber's Quadro Nero                                     | 03-2006               | -                     |                 |              |             |
| L'Orchestre De Chambre Noir                                         | 06-2002               | -                     |                 |              |             |
| Transitions                                                         | 10-2007               | -                     |                 |              |             |